# Inostemma acuminatum
Inostemma acuminatum is een vliesvleugelig insect uit de familie van de Platygastridae. De wetenschappelijke naam van de soort is voor het eerst geldig gepubliceerd in 1950 door Tomsik.